# Porte Flumentana
La Porte Flumentana (latin : Porta Flumentana ou Fornix Augusti) est une des portes du mur servien, située entre la Porte Trigémine et la Porte Carmentale à Rome.

## Localisation
La porte se trouve près du Tibre dont elle tire son nom, à l'endroit où le Vicus Tuscus, après avoir rejoint la Nova Via, croise le tracé du Mur Servien, sur le bord gauche de la Cloaca Maxima. Elle est peut-être liée au pont Æmilius mais cela semble peu probable, d'une part car lors de sa construction en 179 av. J.-C. le Mur Servien devait être en partie démantelé dans la zone et d'autre part, l'orientation actuelle du pont date de sa reconstruction sous Auguste.
La zone baptisée extra porta Flumentanam, par les auteurs antiques correspondrait alors à la partie sud du Champ de Mars occupée en partie par de riches domus.

## Histoire
La porte est reconstruite par Auguste en tant que pontifex maximus, peu après 12 av. J.-C. Elle prend alors la forme d'un arc de triomphe en marbre enjambant la rue qui s'engage sur le pont Æmilius,. Selon l'archéologue italien Coarelli, les deux bases dédiées à Caius et Lucius Caesar mises au jour près du temple de Portunus devaient encadrer l'arc.